# 追忆迷局
是于2021年上映的美国新黑色科幻惊悚片，由麗莎·喬伊编剧、执导，为乔伊的電影导演处女作。演出阵容包括休·傑克曼、丽贝卡·弗格森、譚蒂·紐頓、吳彥祖、克利夫·柯蒂斯。2021年8月20日由华纳兄弟影业在美国上映，流媒体平台HBO Max同步上映一个月。

## 剧情
在不远的将来，全球变暖导致海平面上升，潮水淹没了迈阿密。由于白天温度非常高，大多数人都过着昼伏夜出的生活。
尼克·班尼斯特和退伍老兵艾蜜丽·“华特丝”·桑德斯开了一间公司，专门帮助人们恢复特定记忆。华特丝负责操作设备，尼克则给予客人心理引导。一天，一位名叫梅的未预约客户闯了进来，希望重拾记忆，找回丢失的钥匙。尼克立马便被她的外貌吸引，第二天晚上去她当侍应兼歌手的酒吧找她。梅唱出尼克最喜欢的歌曲《Where or When》，给他留下深刻印象。之后尼克和梅开始恋爱，这让对梅有所怀疑的华特丝感到懊恼。
随后，尼克从感觉剥夺水箱醒来，显示出他不断回忆和梅恋爱的关系，但是这个做法十分危险，会让自己永远困在这段记忆中。梅自几个月前人间蒸发，自那时起尼克就在寻找她。
检察官艾弗里·卡斯蒂略安排尼克和华特丝为昏迷的嫌犯恢复记忆，找出他为大毒枭圣人乔卖命的证据。从嫌犯的记忆中，尼克看到梅在酒吧当侍应。梅很快成为圣人乔的情妇，圣人乔让她吸了一种非常让人上瘾的毒品“博卡”（Baca）。梅吸毒之后变得冷酷无情，她偷走圣人乔的毒品库存便逃之夭夭。尼克得知梅是瘾君子，非常震惊，而这一切华特丝早就看在眼里。
尼克来到新奥尔良，怒气冲冲地和圣人乔当面对质。圣人乔说梅离开他以后便下落不明，之后派下手淹死尼克，但华特丝前来救场，杀死了圣人乔和手下。回到迈阿密，尼克和手下让华特丝回想起最后一次见梅，发现梅闯入记忆宝库，拿走了艾尔莎·卡琳的记忆记录，艾尔莎之前来恢复与富裕年长的情人幽会的记忆。尼克根据声音，认出艾尔莎的情人是沃尔特·西尔万，他是最近才去世的“土地主”。
调查过程中，尼克得知艾尔莎最近遇害，年轻的儿子被很像梅的年轻女子绑架。在寻找梅的过程中，尼克被之前给圣人乔打下手的赛勒斯·布斯攻击。尼克意识到艾尔莎的儿子很可能是沃尔特·西尔万的骨肉，有机会继承他的遗产，于是找机会给他的遗孀塔玛拉恢复记忆，但塔玛拉的记忆已经受损。塔玛拉醒来，向尼克指出布斯和梅可能藏身的地方。尼克和布斯打了起来，制服他的时候，差点把他淹死。之后尼克带布斯回办公室，强行把他连上机器，尽管布斯警告尼克答案可能不是设想的那样。
根据回忆，布斯找到梅，要求她和自己联手欺骗尼克，于是梅故意丢掉钥匙，趁机引诱尼克，结果真的爱上了对方。之后布斯杀了艾尔莎，梅带着她的儿子离开，把他藏了隐蔽的地点。布斯后来找到梅，要她交出艾尔莎儿子的下落，否则就要她吸食更多的博卡。尼克看着梅向布斯说的一番话，发现这番话实际上是给他说的。之后梅间接透露艾尔莎儿子的地点，坦承自己爱上了尼克。梅觉得自己已经没有后路可退，吸入了致死量的博卡，跳楼自尽。
尼克悲痛万分，强迫布斯恢复自己最糟糕的一段回忆：圣人乔的手下为了惩罚他偷走组织的利润，用火活活把他烧伤。之后他找到西尔万的婚生子塞巴斯蒂安，塞巴斯蒂安要他除掉艾尔莎和同父异母的弟弟，确保自己能继承遗产。塞巴斯蒂安随后畏罪自杀，但没有得逞，反而遭到逮捕。
尼克向华特丝坦承自己故意“烧毁”布斯的记忆，这是非常严重的罪行，自己很可能会因此被控罪。之后他接上机器，用尽余生的时光重温与梅的回忆。回忆中，尼克向梅讲述了俄耳甫斯与欧律狄刻的故事，不过在他的口中，这个故事的结局与通常版本不同：俄耳甫斯回头望着被迫回到来世欧律狄刻。

## 阵容
- 休·傑克曼 飾 尼古拉斯·“尼克”·班尼斯特（Nicolas "Nick" Bannister）
- 丽贝卡·弗格森 飾 梅（Mae）
- 譚蒂·紐頓 飾 華特絲（Watts）
- 吳彥祖 飾 聖人喬（Saint Joe）
- 克利夫·柯蒂斯 飾 赛勒斯·布斯（Cyrus Boothe）
- 尼可·帕克（英语：Nico Parker）[9][10] 飾 佐伊（Zoe）
- 安琪拉·薩拉費恩（英语：Angela Sarafyan） 飾 艾尔莎·卡琳（Elsa Carine）
- 娜塔莉·瑪汀納絲 飾 艾弗里·卡斯蒂略（Avery Castillo）
- 玛丽娜·德·塔维拉（英语：Marina de Tavira） 飾 塔玛拉·“斯瓦蒂”·西尔万（Tamara "Swati" Sylvan）
- 莫让·阿里亚（英语：Mojean Aria） 飾 塞巴斯蒂安（Sebastian）
- 布雷特·庫倫 飾 沃尔特·西尔万（Walter Sylvan）

## 制作
2019年1月，消息指麗莎·喬伊将执导首部电影处女作，休·傑克曼和丽贝卡·弗格森参演。2019年3月，华纳兄弟买下影片发行权。8月，譚蒂·紐頓加入剧组。10月，吳彥祖、安琪拉·薩拉費恩、娜塔莉·瑪汀納絲、玛丽娜·德·塔维拉和克利夫·柯蒂斯加盟。影片于2019年10月21日在新奥尔良和迈阿密开机。

## 发行
影片定于2021年8月20日由华纳兄弟影业在美国发行。原档期为2021年4月16日，后被《真人快打》取代，此后上映日期受2019冠状病毒病疫情影响一直未定。之后影片改期到2021年9月3日在美国院线发行，海外发行于2021年8月25日开始。美国档期后来改至8月27日，避免和撞车，之后再改到8月20日。和华纳2021年发行的其他电影一样，影片会在流媒体平台HBO Max上线一个月，随后下架，直至家用媒体发行后再上线。

## 评价
影片在汇总媒体爛番茄收获31条评论，新鲜度45%，平均得分5.3/10。网站共识写道：“《追忆迷局》虽然在叙事上没什么野心，但对科幻动作片及黑色惊悚片的隐晦融合，让大多数人回想起更加出色的电影。”Metacritic收录20条评论，平均得分48/100，表示“褒贬不一或口碑平平”。影院评分观众评分C+（从A+到F），PostTrak观众正面评分67%，观众推荐度44%。